# 44-та Премія мистецтв Пексан
44-та Церемонія Премії мистецтв Пексан (кор. 제44회 백상예술대상) — відбулася в Сеулі (Національний театр Кореї) 24 квітня 2008 року. Транслювалася на телеканалі SBS. Ведучими були Пак Йон Ха та Пак Ин Ґьон.

## Номінанти та переможці
Повний список номінантів та переможців. Переможці виділені жирним шрифтом та подвійним хрестиком ().

### Кіно
| Тесан (Велика нагорода) - «Переслідувач» (фільм) | |
| Найкращий фільм - «Назавжди» - «Переслідувач» - «Щастя» - «18 травня» - «Таємниче сяйво» | Найкраща режисерська робота - Лі Чхан Дон — «Таємниче сяйво» - Кім Хьон Сок — «Розшук гравців» - Лі Мьон Се — «М» - На Хон Джін — «Переслідувач» - Імн Сун Рє — «Назавжди»                                                                                         |
| Найкращий режисерський дебют - На Хон Джін — «Назавжди» - Чон Сік, Чон Пом Сік — «Епітафія» - Кім Мі Джон — «Тіні в палаці» - Кім Тхе Сік — «Водіння з коханцем моєї дружини» - Ре Хі Чхан — «Діяти згідно з посібником»                                                       | Найкращий сценарій - Кім Хьон Сок — «Розшук гравців» - Кім Хан Мін — «Убитий рай» - Лі Чхан Дон — «Таємниче сяйво» - На Хон Джін — «Переслідувач» - На Хьон — «Назавжди»                                                                                           |
| Найкраща чоловіча роль - Ім Чхан Джон — «Розшук гравців» як Лі Хо Чхан - Пьон Хі Бон — «Диявольська гра» як Кан Но Сік - Ха Чон У — «Переслідувач» як Че Йон Мін - Кім Юн Сок — «Переслідувач» як Ом Чун Хо - Сон Кан Хо — «Шоу має тривати» як Кан Ін Ґу                      | Найкраща жіноча роль - Кім Мін Хі — «Пекельні коти» як Кім А Мі - Ім Су Чон — «Щастя» як Ин Хі - Чон То Йон — «Таємниче сяйво» як Лі Сін Е - Кім Чон Ин — «Назавжди» як Кім Хє Ґьон - Юнджин Кім — «Сім днів» як Ю Чі Йон                                          |
| Найкращий акторський дебют (чоловіки) - Чан Гин Сок — «Щасливе життя» як Пак Хьон Джун - Чон Іль У — «Моє кохання» як Чі У - Кім Хин Су — «Пекельні коти» як На Вон Сок - Кім Чун Сон — «Захід 32-ий» як Майк Чон - Ю Ґон — «Місія можлива: Викрадення бабусі К» як Со Чон Ман | Найкращий акторський дебют (жінки) - Хан Є Силь — «Пані Золотошукачка» як Сін Мі Су - Чон Рьо Вон — «Два обличчя моєї дівчини» як Ані/Хані/Юрі - Лі Бо Йон — «Одного разу…» як Харуко/Чхунджа - Лі Ха На — «Чудовий шеф-кухар» як Чін Су - Лі Йон Хі — «М» як Мімі |
| Нагорода за популярність (чоловіки) - Квон Сан У — «Доля» як Чо Чхоль Джун | Нагорода за популярність (жінки) - Кім Чон Ин — «Назавжди» як Кім Хє Ґьон |

### Телебачення
| Тесан (Велика нагорода) - Кан Хо Дон (учасник розважальної програми) — «Щаслива неділя: 2 дні і 1 ніч» | |
| Найкращий серіал - «Війна грошей» (SBS) - «Перший магазин кавового принца» (MBC) - «Легенда» (MBC) - «Я ненавиджу тебе, але це добре» (KBS) - «Жінка мого чоловіка» (SBS)                                                                                           | Найкраща розважальна програма - «Нескінченне випробування» (MBC) - «Золоте рибальство» (MBC) - «Щаслива неділя» (KBS) - «Щасливі разом» (KBS) - «Зоряний король» (SBS) |
| Найкраща освітня програма - «Азійський коридор у Раю» (KBS) - «Ганг» (MBC) - «Документалка про людину: Кохання» (MBC) - «Канал е про знання» (EBS) - «Майстер із життя» (SBS)                                                                                       | Найкраща режисерська робота - Лі Пьон Хун — «Лі Сан» - Чан Тхе Ю — «Війна грошей» - Лі Ток Ґон — «Я ненавиджу тебе, але це добре» - Ун Кун Іль — «Золота наречена» - Ю Чхоль Йон — «H.I.T»                                                                                   |
| Найкращий режисерський дебют - Лі Юн Джон — «Перший магазин кавового принца» - Хам Йон Хун — «Невловиме детективне агентство» - Хан Чун Со — «Столичний скандал» - Лі Мьон У — «Погана пара» - Пак Хон Ґюн — «Нове серце»                                           | Найкращий сценарій - Лі Кьон Хі — «Дякую» - Хван Ин Ґьон — «Нове серце» - Чон Ю Ґьон — «Красуня Ін Сун» - Кім Су Хьон — «Жінка мого чоловіка» - Лі Чон А — «Перший магазин кавового принца»                                                                                  |
| Найкраща чоловіча роль - Пак Сін Ян — «Війна грошей» як Ким На Ра - Пе Йон Чжун — «Легенда» як Квангетхо Великий - Чо Че Хьон — «Нове серце» як Чхве Кан Ґук - Кан Чі Хван — «Столичний скандал» як Сону Ван - Лі Со Джін — «Лі Сан» як Лі Сан/Чонджо               | Найкраща жіноча роль - Юн Ин Хє — «Перший магазин кавового принца» як Ко Ин Чхан - Хан Чі Мін — «Столичний скандал» як На Йо Ґьон - Кім Хі Е — «Жінка мого чоловіка» як Лі Хва Йон - Кім Хьон Джу — «Красуня Ін Сун» як Пак Ін Сун - Пак Чін Хі — «Війна грошей» як Со Чу Хі |
| Найкращий акторський дебют (чоловіки) - Сон Чхан Ий — «Золота наречена» як Кан Чун У - Ха Сок Чжін — «Я щасливий» як Кан Сок - Ха Сан Джін — «Лі Сан» як Хон Кук Йон - Кім Чі Сок — «Я ненавиджу тебе, але це добре» як Кан Пек Хо - Лі Філліп — «Легенда» як Чхоро | Найкращий акторський дебют (жінки) - Лі Чі А — «Легенда» як Суджіні - Чхве Йо Чжін — «Золота наречена» як Ок Чі Йон - Пак Мін Йон — «Я Сем» як Ю Ин Бьоль - Пак Сін Хє — «Кубики марінованої редьки» як Чан Са Я - Ю Ін Йон — «Я ненавиджу тебе, але це добре» як Пон Су А   |
| Найкращий учасник розважальної програми - Пак Мьон Су — «Щасливі разом» - Кан Хо Дон — «Щаслива неділя: 2 дні і 1 ніч» - Кім Ку Ра — «Шикуватися» - Сін Чон Хван — «Щаслива неділя» - Ю Че Сок — «Нескінченне випробування»                                         | Найкраща учасниця розважальної програми - Сін Пон Сон — «Щасливі разом» - Ю Хьон Йон — «Щаслива неділя» - Чон Чу Рі — «Люди шукають можливість посміятися» - Чон Сон Хі — «Телевізійна ферма тварин» - Пак Кьон Рім — «Щаслива неділя»                                       |
| Нагорода за популярність (чоловіки) - Кан Чі Хван — «Хон Гіль Дон» як Хон Гіль Дон | Нагорода за популярність (жінки) - Сон Ю Рі — «Хон Гіль Дон» як Хо І Нок |

### Особливі нагороди
| Нагороди               | Отримувач |
| ---------------------- | --------- |
| Нагорода за досягнення | Сон Хе    |